# Hylocharis pyropygia
El zafiro oreja blanca (Hylocharis pyropygia) es una especie dudosa de ave en la familia Trochilidae.
Esta variedad de colibrí únicamente habita en Brasil. En la actualidad numerosas autoridades no la consideran una especie válida, y sostienen en cambio que es un híbrido entre Chlorostilbon lucidus y Hylocharis cyanus.